# Gerhard Jacobs
Pour les articles homonymes, voir Jacobs.
Gerhard Jacobs, né le 7 novembre 1938 à Nieukerk et mort le 18 novembre 2024, est un homme politique allemand et membre du Landtag de Rhénanie-du-Nord-Westphalie (CDU).

## Biographie
Après avoir étudié à l'école primaire, il termine une formation agricole et travaille dans l'agriculture et est un agriculteur indépendant. À l'Académie Klausenhof, il suit une formation d'orateur. Depuis 1962, Jacobs est le responsable de l'éducation du mouvement catholique de la jeunesse rurale et des ruraux du diocèse de Münster.
Jacobs est membre de la CDU depuis 1962. Il est actif dans de nombreux organes du parti.

## Parlementaire
Du 30 mai 1985 au 30 mai 1990 et du 29 octobre 1994 au 31 mai 1995, Jacobs est membre du Landtag de Rhénanie-du-Nord-Westphalie. Il est élu sur la liste des États de son parti et est monté à la onzième législature sur la liste de réserve pour Heinrich Dreyer.
Il est membre du conseil de l'arrondissement de Clèves de 1994 à 2004. De 1994 à 1999, il est administrateur de district, de 1999 à 2004 administrateur de district adjoint.